# Guillermo Molina
Guillermo Molina Ríos (Ceuta, 16 de março de 1984) é um jogador de polo aquático espanhol.

## Carreira
Molina disputou quatro edições de Jogos Olímpicos pela Espanha: 2004, 2008, 2012 e 2016. Seu melhor resultado foi o quinto lugar nos Jogos de Pequim.